# Christoph Kunz
Christoph Kunz est un skieur handisport suisse, né le 24 mars 1982.

## Palmarès

### Jeux paralympiques
| Édition / Épreuve                   | Descente                          | Super-G | Slalom géant                          | Slalom | Combiné alpin                    |
| ----------------------------------- | --------------------------------- | ------- | ------------------------------------- | ------ | -------------------------------- |
| Jeux paralympiques 2006 Turin       | —                                 | 20e     | 8e                                    | 20e    | Épreuve inexistante à cette date |
| Jeux paralympiques 2010 Vancouver   | Médaille d'or, Jeux paralympiques | DNF     | Médaille d'argent, Jeux paralympiques | DNF    | —                                |
| Jeux paralympiques 2014 Sotchi      | 9e                                | DNF     | Médaille d'or, Jeux paralympiques     | DNS    | DNF                              |
| Jeux paralympiques 2018 Pyeongchang | DNF                               | DNF     | 6e                                    | —      | 10e                              |

Légende :
- : première place, médaille d'or
- : deuxième place, médaille d'argent
- : troisième place, médaille de bronze
- : pas d'épreuve
- — : non disputée par Christoph Kunz
- DNF : N'a pas terminé
- DNS : N'a pas pris le départ